# Anna Wheeler (supercentenaire)
Anna Searles Wheeler, née Palmer le 5 mars 1833, décédée le 18 décembre 1943, était une supercentenaire américaine dont l'âge est validé par le Groupe de recherche en gérontologie (GRG). À sa mort, elle était la personne vivante la plus âgée connue au monde.

## Biographie
Anna Searles Wheeler est née à New Baltimore, dans l'État de New York, aux États-Unis, le 5 mars 1833. Ses parents étaient Daniel Palmer (1789–1867) et Anna Searles (1799–1833). Elle était la cadette d'une famille de 11 enfants.
Au début des années 1860, elle épousa William Henry Wheeler (1824–1894), veuf depuis 1861 et père de deux enfants de son premier mariage : Violetta Wheeler (1856–1906) et Antoinette Wheeler (1859–1941). Ensemble, ils eurent un fils nommé Clinton Wheeler (1864–1935).
À l'occasion de son 105e anniversaire, elle souffrit d'une « légère surdité », mais ne se sentait pas si vieille. Elle affirmait qu'il fallait se lever tôt, se coucher tôt, manger léger et s'amuser.
À 109 ans, Wheeler résolvait de nombreux mots croisés et puzzles. Elle suivait l'actualité en lisant les journaux.
À l'occasion de son 110e anniversaire, on mentionna qu'Anna Wheeler était tombée et avait subi de légères blessures quelques mois auparavant.
Anna Wheeler est décédée à Coxsackie, dans l'État de New York, aux États-Unis, le 19 décembre 1943, à l'âge de 110 ans et 289 jours.